# Carlotta Patti

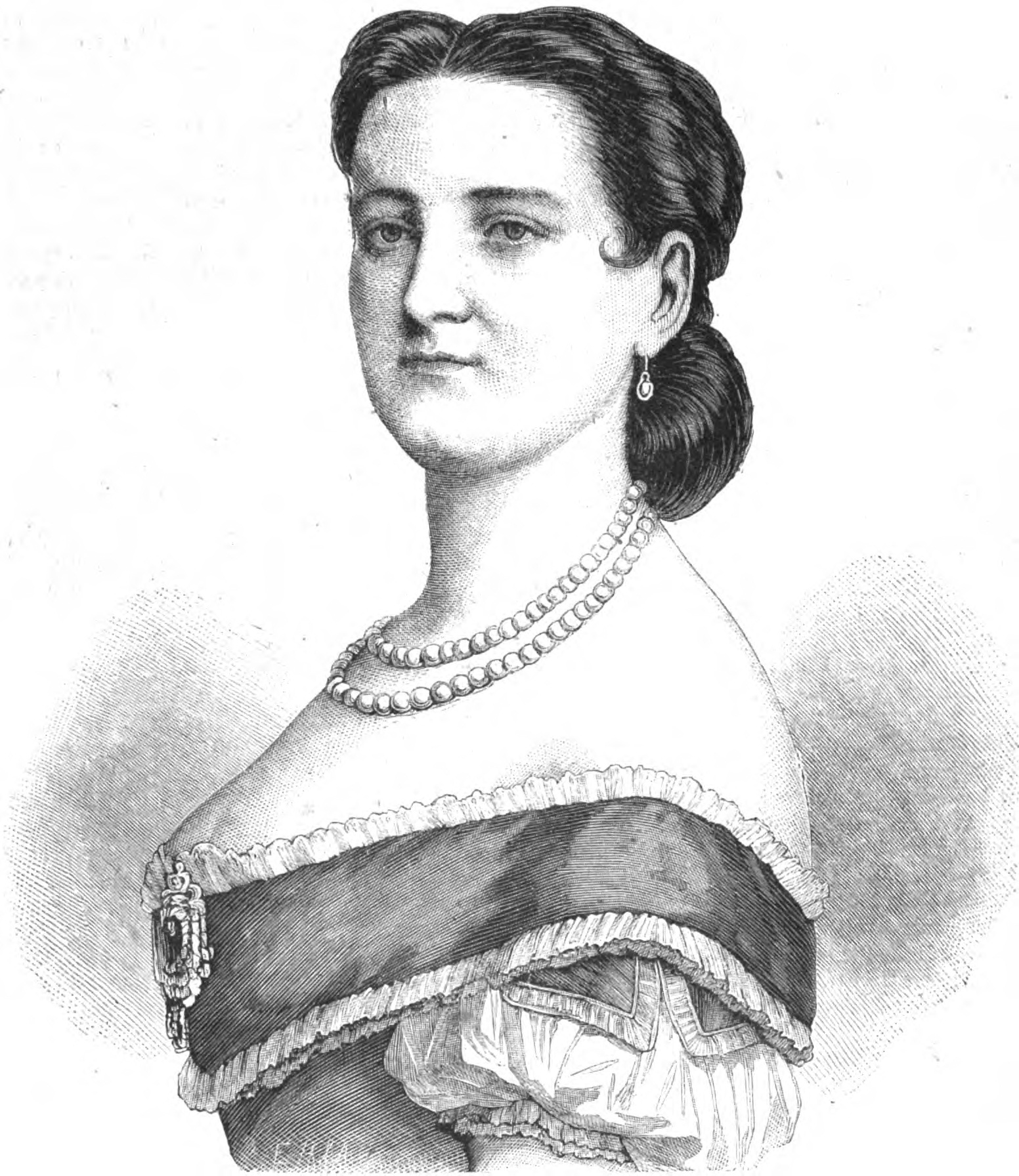
Carlotta Patti, 1865

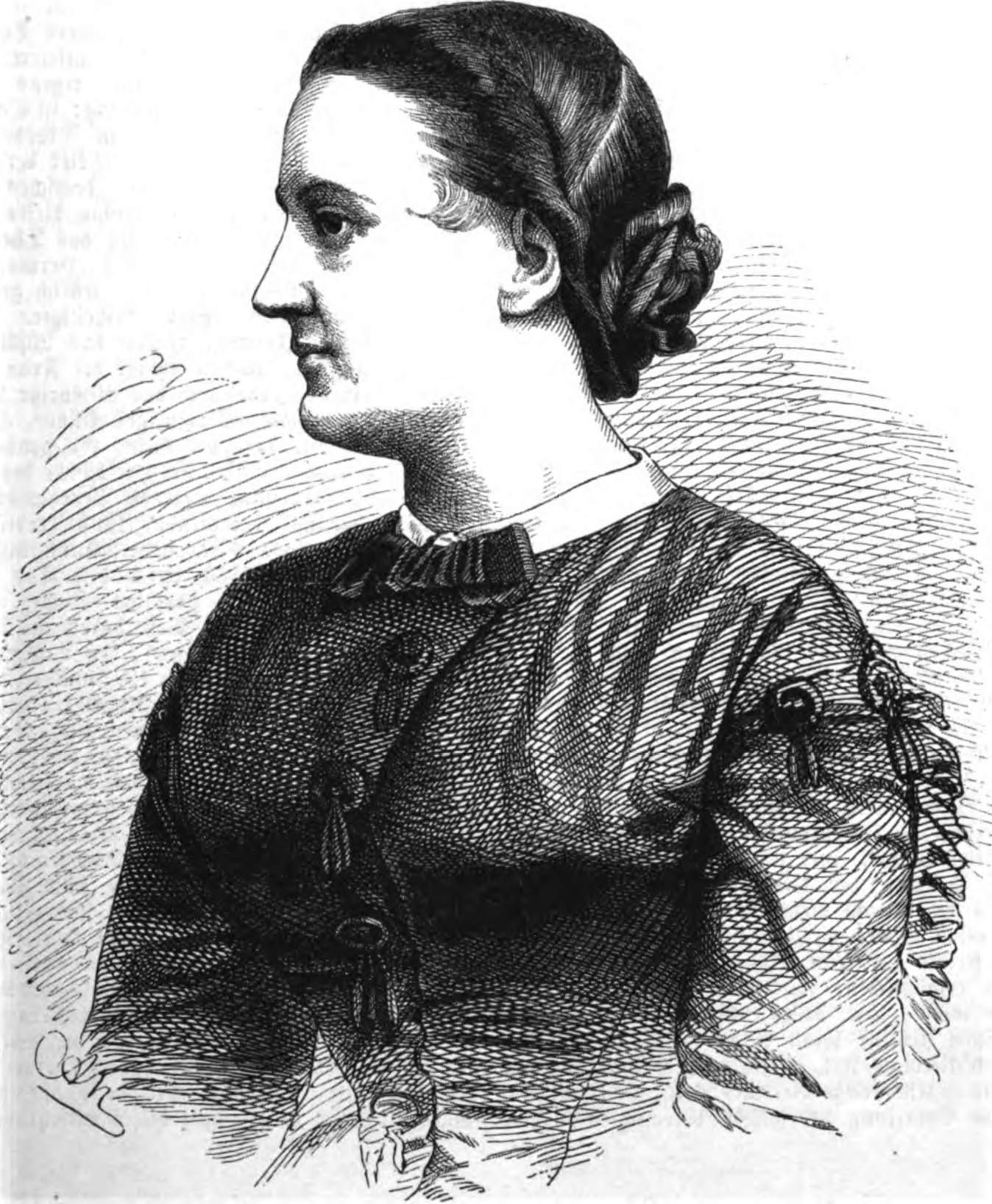
Carlotta Patti. Grafik von Adolf Neumann.

Carlotta Patti (* 30. Oktober 1835 in Florenz; † 27. Juni 1889 in Paris) war eine italienische Opernsängerin (Sopran).

## Leben
Carlotta Patti, die Tochter des Opernsängers und -regisseurs Salvatore Patti und der Sängerin Caterina Barili, war Klavierschülerin von Henri Herz, bevor sie eine Gesangsausbildung absolvierte. Da sie auf Grund eines Unfalls in ihrer Kindheit gehbehindert war, mied sie die Opernbühne und trat fast ausschließlich als Konzertsängerin auf. Sie debütierte 1861 mit einem Konzert in der Academy of Music in New York. Im gleichen Jahr unternahm der Impresario Bernard Ullman mit ihr eine erfolgreiche Konzerttournee durch Nordamerika.
Nach weiteren Konzertreisen debütierte sie 1863 in England mit einem Konzert in der Covent Garden Opera in London; es folgten Auftritte u. a. in Paris und Wien. 1869 kehrte sie nach Amerika zurück und wurde mit Partien wie der Arie der Königin der Nacht aus Mozarts Zauberflöte die Attraktion in Max Strakoschs Openkompanie. 1871 veranstaltete sie in Valparaiso mehrere Konzerte zu Gunsten der französischen Opfer des Deutsch-Französischen Krieges.
1872 gab Patti ein Galakonzert mit der London Philharmonic Society. 1879 heiratete sie den belgischen Cellisten Ernest de Munck, der Solocellist im Hoforchester des Großherzogs Carl Alexander von Sachsen-Weimar-Eisenach war. Danach zog sie sich von der Konzertbühne zurück und wirkte in Paris als Gesangslehrerin. 
Neben der berühmten Adelina Patti waren auch ihre anderen Geschwister als Musiker aktiv: Amelia Patti ebenfalls als Sängerin, Carlo Patti als Violinist und Dirigent.